# La Llave del Cielo (álbum)
La Llave del Cielo es el segundo disco solista del cantautor uruguayo Pablo Sciuto. Fue publicado en CD por el sello argentino Laberinto Records en el año 2000, fue grabado en la ciudad de Buenos Aires en el barrio de la Paternal en los estudios Laberinto del técnico de sonido Fabián Cornet, grabado completamente en cinta analógica. A finales de los 90 Pablo viajaba constantemente de Montevideo a Buenos Aires para dar conciertos y formarse como ingeniero de sonido, en esos viajes compone la totalidad de las canciones de este álbum, salvo "Mística del sol" compuesta en el mismo estudio en las sesiones de grabación.
La banda que acompaña a Pablo Sciuto en este álbum es completamente uruguaya y está formada por Martín Cruz en batería, Pablo Portela en bajo, piano, sintetizadores y hammond, Javier Lima en guitarras eléctricas y Pablo Lucía en saxo. Pablo graba en este álbum guitarras acústicas, eléctricas, flauta y armónica.
Como anécdota especial, en medio de la grabación se produce un encuentro entre Pablo y sus músicos con el gran compositor y cantante argentino Moris con el cual comparten canciones y experiencias.

## Estilo musical
Este álbum es su disco más roquero y está muy influenciado por artistas como Luis Alberto Spinetta, Fito Páez y Eduardo Mateo.
En el año 2001 ya radicado en la ciudad de Madrid, gana el concurso AMI en la categoría soul con la canción "La Esencia", el jurado estaba compuesto por Manolo Tena, Paco Ortega, Marilia Andrés Casares (Ella Baila sola), Cristina del Valle, entre otros artistas.

## Lista de canciones
| Lado A |                               |          |  |
| N.º    | Título                        | Duración |  |
| 1.     | «La esencia»                  | 3:03     |  |
| 2.     | «La llave del cielo»          | 3:46     |  |
| 3.     | «A mar de fondo»              | 5:16     |  |
| 4.     | «Delicias de un club»         | 3:17     |  |
| 5.     | «El fruto»                    | 4:16     |  |
| 6.     | «Pobre niño»                  | 3:57     |  |
| 7.     | «Que será de él»              | 5:21     |  |
| 8.     | «Amores de oro»               | 3:47     |  |
| 9.     | «Las joyas del gnomo Adoquín» | 3:00     |  |
| 10.    | «Hacia el viento»             | 4:44     |  |
| 11.    | «Mística del sol»             | 3:25     |  |

## Ficha técnica
Pablo Sciuto: voz, guitarra acústica, guitarra eléctrica, flauta y armónica.
Martín Cruz: Batería.
Pablo Portela: Bajo, bajo, piano, sintetizadores y hammond.
Javier Lima: Guitarras eléctricas.
Pablo Lucía: Saxo
Diseño de portada: Pablo Sciuto
- Fabián Cornet: tomas de sonido.
- Grabado y mezclado en los estudios Laberinto, por Fabián Cornet, Buenos Aires, Argentina.
- Masterizado en El Estudio por Walter Linás, Montevideo, Uruguay.